# IC 5173A
IC 5173A — галактика типу Sc (компактна спіральна галактика) у сузір'ї Індіанець.
Цей об'єкт міститься в оригінальній редакції індексного каталогу.